# Тодоров, Светослав
Светослав Иванов Тодоров (болг. Светослав Иванов Тодоров, 30 августа 1978, Добрич, Болгария) — болгарский футболист и футбольный тренер.

## Клубная карьера
Во взрослом футболе дебютировал в 1996 году выступлениями за «Добруджу», в которой провел один сезон, приняв участие в 12 матчах чемпионата, после чего перешёл в «Литекс».
С 2001 по 2002 год играл в составе «Вест Хэм Юнайтеда».
Своей игрой привлек внимание представителей тренерского штаба «Портсмута», к составу которого присоединился в марте 2002 года. Сыграл за клуб из Портсмута следующие пять сезонов своей игровой карьеры. В составе «Портсмута» был одним из главных бомбардиров команды, имея среднюю результативность на уровне 0,48 гола за игру первенства. В 2003 году стал лучшим бомбардиром Чемпионшипа и помог своей команде занять первое место и вернуться в Премьер-лигу.
Летом 2006 года на правах аренды до конца года выступал за «Уиган Атлетик», однако стать основным игроком не сумел.
В течение 2007—2009 годов защищал цвета «Чарльтон Атлетика», после чего вернулся в «Литекс».
К составу ужгородской «Говерлы» присоединился на правах свободного агента летом 2012 года, подписав однолетний контракт. По истечении контракта закончил свою игровую карьеру.
14 августа 2013 года Светослав был назначен главным тренером клуба «Добруджа».

## Выступления за сборную
В 1998 году дебютировал в официальных матчах в составе национальной сборной Болгарии. Был претендентом на попадание в заявку на Евро-2004, однако из-за травмы не попал на турнир. В 2007 году завершил выступления в сборной.
Всего за десять лет провел в форме главной команды страны 41 матч и забил 7 голов.

## Достижения
- Чемпион Болгарии (4): 1998, 1999, 2010, 2011
- Обладатель Суперкубка Болгарии: 2010
- Победитель Чемпионшипа: 2003
- Лучший бомбардир Чемпионшипа: 2003 (26 голов)